# Гаэта
Гаэ́та (итал. Gaeta, лат. Caieta, неап. Gaieta) — город, гавань и крепость в итальянской провинции Латина, в 110 км к юго-востоку от Рима, в 70 км к северо-западу от Неаполя, на небольшом скалистом мысе, у Гаэтанского залива. Местонахождение военно-морской базы НАТО (с 1967 г.) Население 20 545 жителей (2017).

## История
Происхождение Гаэты теряется в глубине веков. Римляне приписывали её основание Энею, а название Caieta производили от имени кормилицы троянского героя, которая якобы была похоронена на взморье. При первых императорах это был модный курорт; Антонин Пий устроил здесь гавань или расширил её.

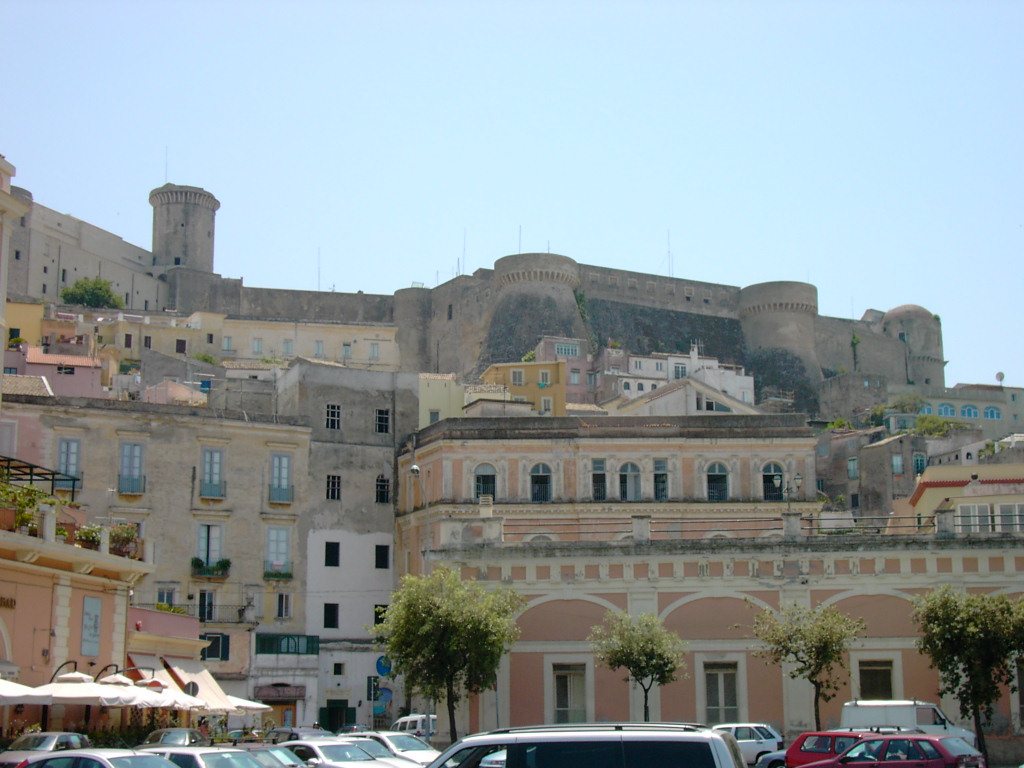
Вид на крепость из центра города

После падения Римской империи Гаэта дольше своих соседей сохраняла верность Константинополю, но в VIII веке уже имела республиканское устройство и оспаривала звание хозяйки морей у Амальфи и Пизы, а с 915 года была управляема герцогами, признававшими папу своим ленным государем. В 1140 году вошла в состав владений норманнских правителей Сицилии, которые не жалели средств на укрепление портового города.
В XV веке Гаэта была ареной ожесточённой борьбы за неаполитанский престол. Много раз была осаждаема австрийцами, испанцами, французами. Папа римский Пий IX после своего бегства из Ватикана жил в Гаэте с 25 ноября 1848 до 4 сентября 1849 года. 
Неаполитанский король Франциск II, когда 2 ноября 1860 года сдалась Капуя, удалился в Гаэту, которая окружена была пьемонтскими войсками генерала Чалдини и сдалась 13 февраля 1861 года.

## Знаменитые горожане
- В последние годы жизни в Гаэте работал американский художник Сай Твомбли.
- Здесь жила и скончалась итальянская актриса и писательница Голиарда Сапиенца.
- Поэт Луиджи Тансилло был здесь губернатором.

## Достопримечательности
За пределами городских стен город имеет современный облик. В старой части города стоит собор, заложенный папой Пасхалием II в 1106 году, законченный в 1278 году и сильно перестроенный в XVIII веке; в нём хранятся мощи святого Эразма и личный штандарт Хуана Австрийского времён битвы при Лепанто. 
Среди других церквей — византийская Сан-Джованни-а-Маре X века и готическая Аннунциата (1320), в которой Пий IX впервые провозгласил доктрину папской непогрешимости. Средневековая крепость строилась в два приёма: ок. 1289 и ок. 1435 гг.; в ней покоится тело коннетабля Шарля Бурбонского. На холме Орландо сохранился мавзолей Луция Планка, римского консула 42 года до н. э.